# Bosszú (Született feleségek)
A Bosszú (I Know Things Now) a Született feleségek (Desperate Housewives) című amerikai filmsorozat negyvennegyedik epizódja. Az Amerikai Egyesült Államokban először az ABC (American Broadcasting Company) adó sugározta 2006. május 7-én.

## Az epizód cselekménye
Miután az anya meggondolta magát, és az örökbefogadási procedúra meghiúsult, Gabrielle és Carlos számára éppen kapóra jön, hogy Xiao-Mei-t többszöri, írásos felszólítás után immár ki akarják toloncolni az országból. Néhány esetben azonban az állam kivételt tesz, s ilyen az állapotosság is. Kiderül azonban, hogy a lány még szűz, melyre természetesen Solis-ék más-más módon reagálnak. Betty keserűen halad terve beteljesítése felé, ám ekkor érdekes információk birtokába jut Caleb által, mely más megvilágításba helyezi a történteket. Andrew látszólag úgy tesz, mintha minden rendben lenne az édesanyja és közte, miközben éppen most készül véghez vinni azt a legnagyobb aljasságot, melyre egykor még a templom falai között is ígéretet tett. Bree-nél ennek hatására pedig végleg elszakad a cérna. Ed egyre csak a lehetőséget keresi, hogy Tom-ot eltávolítsa az állásából, s mindeközben még arra is marad energiája, hogy bogarat ültessen Lynette fülébe a házasságukat illetően. Az Edie által felbérelt magánnyomozó gyorsan rátalál Karl "gaz csábítójára", ám a még mindig szerelmes Mike először ököllel, majd némi készpénzzel jobb belátásra bírja. Susan miközben rettegve ugyan, de jót akar, óriási hibát követ el, ami persze a körülmények ismeretében nem marad megtorlás nélkül.

## Mellékszereplők
- Currie Graham - Ed Ferrara
- Lee Tergesen - Peter McMillan
- Gwendoline Yeo - Xiao-Mei
- Ryan Carnes - Justin
- Mike Hagerty - Gus
- John Mariano - Oliver Weston
- Jim O'Heir - Sam Killian
- Angela Hughes - Ápolónő

## Mary Alice epizódzáró monológja
- A narrátor, Mary Alice monológja az epizód végén így hangzik (a magyar változat alapján):

„Ha az igazság csúf, az emberek megpróbálják véka alá rejteni. Mert tudják, micsoda kárt okoz, ha fény derül rá. Úgyhogy vaskos falak közé bújtatják vagy zárt ajtók mögé dugják, vagy mindenféle cseles álcával leplezik. De az igazság, bármily csúf is, mindig kitudódik. És valakinek, akit szeretünk, végül mindig bántódása esik. Egy másik valaki pedig tobzódik a fájdalmában. És minden igazságok közül ez a legcsúfabb.”

## Epizódcímek szerte a világban
- Angol: I Know Things Now (Már értem a dolgokat)
- Francia: Allumer les feux (Megvilágítani a tüzeket)
- Lengyel: Rache (Bosszú)
- Német: Rache (Bosszú)